# Evropski center za moderne jezike
Evropski center za moderne jezike (ECML) je bil ustanovljen 8. aprila 1994 kot “Razširjeni delni sporazum” Sveta Evrope. Delni sporazum je "razširjen", kar pomeni, da se lahko ECML pridružijo tudi države nečlanice Sveta Evrope. ECML je del Oddelka za izobraževanje , ki je del Generalnega direktorata za demokracijo. Resolucija (94) 10  je vzpostavila pilotno fazo ECML do decembra 1997. Nadalje je določila, da mora zunanja ocenjevalna skupina oceniti uspešnost ECML v tem obdobju. Na podlagi pozitivnih priporočil te ocene je Odbor ministrov Sveta Evrope  julija 1998 sprejel Resolucijo (98) 11 , da postane ECML stalna institucija. Ta resolucija določa namene in cilje ECML, opredeljuje njegovo strukturo ter opisuje sestavo in naloge vsakega organa.
ECML je del Evropske kulturne konvencije, sprejete 19. decembra 1954 v Parizu (Francija). Ta konvencija si je zastavila cilj “razvijati medsebojno razumevanje med evropskimi narodi in medsebojno spoštovanje njihove kulturne raznolikosti, varovati evropsko kulturo, spodbujati nacionalne prispevke k skupni kulturni dediščini Evrope, ob spoštovanju istih temeljnih vrednot s spodbujanjem zlasti študija jezikov, zgodovine in civilizacije pogodbenic konvencije” .

## Poslanstvo
Poslanstvo ECML je spodbujati odličnost in inovativnost v jezikovnem izobraževanju ter podpirati države članice pri izvajanju učinkovitih politik jezikovnega izobraževanja. Da bi to dosegel, Center sodeluje z nacionalnimi odločevalci in strokovnjaki s področja jezikovnega izobraževanja za oblikovanje inovativnih, na raziskavah temelječih rešitev za obravnavo trenutnih izzivov na tem področju.

## Program dejavnosti in projektov ECML
Vsebinsko usmeritev programov določijo države članice in odraža nacionalne prednostne naloge, nastajajoče trende in nove izzive v jezikovnem izobraževanju. Program, ki ga koordinira ECML, traja štiri leta. Sestavljen je iz:
- sklopa “razvoj” ki želi odgovoriti na zastavljene izzive; in
- zaklopa “posredovanje”, z dejavnostmi usposabljanja in svetovanja prilagojenimi za države članice ter pobudami, namenjenimi širšemu občinstvu, kot so evropski dan jezikov, konference, spletni seminarji.

### Tematska področja ECML
Delo in viri ECMLse osredotočajo na devet tematskih stebrov:
- kompetence učiteljev in učencev jezikov[8],
- večjezično in medkulturno izobraževanje[9],
- zgodnje učenje jezikov[10],
- učni jeziki[11],
- poučevanje nejezikovnih predmetov v tujem jeziku[12],
- učni načrti in preverjanje znanja[13],
- jezikovno izobraževanje in poklicna integracija priseljencev[14],
- novi mediji v jezikovnem izobraževanju[15],
- znakovni jeziki[16].

### Evropski dan jezikov
Na pobudo Sveta Evrope se evropski dan jezikov od leta 2001 praznuje vsako leto 26. septembra – v sodelovanju z Evropsko komisijo.
ECML koordinira ta dan v tesnem sodelovanju z nacionalnimi kontaktnimi točkami 46 držav članic Sveta Evrope.

## omrežja ECML

### države članice
Uradni organi 36 držav članic ECML so:
- Upravni odbor ECML je izvršni organ centra;
- Nacionalni organi za imenovanje ECML so odgovorni za imenovanje nacionalnih strokovnjakov za dejavnosti centra;
- Nacionalne kontaktne točke ECML pomagajo pri razširjanju projektnih dosežkov in informacij o delu centra prek nacionalnih mrež;
- Avstrijsko združenje (Verein EFSZ in Österreich) upravlja infrastrukturo ECML v Gradcu (Avstrija) in odnose med centrom in avstrijskimi oblastmi.

### Sodelovanje z Evropsko komisijo
Partnerstvo med ECML in Evropsko komisijo omogoča poklicno usposabljanje jezikovnih strokovnjakov v ECML in državah članicah Evropske unije.

### Sodelovanje s Forumom za strokovno mrežo
ECML deluje v partnerstvu z velikim številom mednarodnih nevladnih združenj in ustanov na področju jezikovnega izobraževanja in ocenjevanja preko svojega Professional Network Foruma  ki omogoča izmenjavo strokovnega znanja. Člani foruma so:
- Ameriški svet za poučevanje tujih jezikov (ACTFL),
- Mednarodno združenje za uporabno jezikoslovje (AILA),
- Združenje jezikovnih testerjev v Evropi (ALTE),
- Evropska konfederacija jezikovnih centrov v visokem šolstvu (CercleS),
- Evropsko združenje za jezikovno testiranje in ocenjevanje (EALTA),
- Evalvacija in akreditacija kakovostnih jezikovnih storitev (EAQUALS),
- Evropska platforma civilne družbe za večjezičnost (ECSPM),
- Izobraževanje ter jezikovna in kulturna raznolikost (EDiLiC),
- Evropski jezikovni svet (ELC),
- Evropsko združenje nacionalnih jezikovnih ustanov (EFNIL),
- Evropsko združenje staršev (EPA),
- Nacionalni inštituti Evropske unije za kulturo (EUNIC),
- Mednarodna zveza učiteljev sodobnih jezikov (FIPLV),
- Mednarodno združenje za večjezičnost (IAM),
- Mednarodna certifikacijska konferenca e. V. (ICC),
- Inštitut za uradne jezike in dvojezičnost (OLBI) Univerze v Ottawi.

#### Inštitut za uradne jezike in dvojezičnost (ILOB) Univerze v Ottawi
Od podpisa Protokola o sodelovanju in povezovanju 22. januarja 2008  ECML in Univerza v Ottawi (prek ILOB) tesno sodelujeta, da zagotovita razširjanje dela ECML v Kanadi in vključita kanadske strokovnjake v njegove dejavnosti in projekte.
Osredotoča se zlasti na projekte, povezane s skupnim evropskim referenčnim okvirom za jezike (CEFR) Sveta Evrope.

### Sodelovanje z Graz Language Network
Graška jezikovna mreža (v nemščini: Sprachen Netzwerk Graz) je bilo ustanovljeno leta 2007 na pobudo avstrijskega združenja Evropskega centra za sodobne jezike (v nem.: Združenje evropskih centrov za tuje jezike v Avstriji). Združuje vodilne regionalne in lokalne organizacije na področju izobraževanja in kulture za spodbujanje večjezičnosti in jezikovne raznolikosti s skupnimi pobudami, kot je letni jezikovni festival v Gradcu.